# Biergerkräiz
Biergerkräiz  (en allemand : Bürgerkreuz) est un lieu-dit de la commune luxembourgeoise de Kopstal situé dans le canton de Capellen.